# Geo Stenius
Georg-Olof (Geo) Stenius, född 2 december 1943 i Helsingfors, är en finlandssvensk journalist. Stenius har sedan 1972 varit knuten till Rundradion, bl.a. som utrikesredaktör vid Aktuellt 1972–1989 och som chef för Obs-redaktionen vid Finlands svenska television 1989–1993.
Stenius har profilerat sig som en driven politisk journalist som gärna lyfter in moraliskt-etiska frågeställningar i det dagsaktuella nyhetsflödet. Han var ordförande för Finlands svenska publicistförbund 2001–2004. Han är son till Olof Stenius och bror till Yrsa Stenius.